# Campionati asiatici di badminton a squadre 2016
I Campionati asiatici di badminton a squadre 2016 si sono svolti a Hyderabad, in India. È stata la 1ª edizione del torneo, organizzato dalla Badminton Asia.

## Podi
| Evento           | Oro       | Argento  | Bronzo                   |
| Torneo maschile  | Indonesia | Giappone | Corea del Sud India      |
| Torneo femminile | Cina      | Giappone | Corea del Sud Thailandia |